# Aïda Niang
Pour les articles homonymes, voir Niang.
Aïda Niang est une femme politique sénégalaise et ancienne conseillère de Sicap-Liberté. Membre de la coalition Yewwi Askan Wi, elle est élue députée de la circonscription de Dakar lors des législatives de juillet 2022. Adjointe au maire de Dakar, elle s’illustre par son engagement dans la défense des droits démocratiques et la participation des femmes à la vie politique.

## Biographie
Aïda Niang commence sa carrière politique en tant que conseillère municipale à la commune de Sicap-Liberté dès 2009. Elle s’investit dans la mobilisation des femmes et des jeunes et nourrit des ambitions de leadership local, notamment comme première adjointe au maire de Dakar.
Lors des élections législatives de juillet 2022, elle est élue députée de Dakar sous la bannière de la coalition Yewwi Askan Wi. Elle défend des thématiques liées à la transparence, la démocratie et la parité en politique.

## Adjointe au maire de Dakar
En décembre 2024, dans l’émission Salaam Sénégal  de Radio Sénégal, Aïda Niang dénonce un  abus de pouvoir  du préfet de Dakar qui avait interdit une réunion du bureau municipal. Elle rappelle que la mairie n’est pas légalement tenue de soumettre ce type de réunion à l’approbation du préfet et exprime sa confiance dans le recours juridique déposé,.
Le lendemain, elle qualifie à nouveau l’intervention de l’autorité administrative d’illégitime et estime que le maire Barthélémy Dias reste légitime dans ses fonctions, rappelant que sa candidature avait été validée par le Conseil constitutionnel.

## Engagements et positions
Aïda Niang défend le respect des droits démocratiques et la participation citoyenne. Elle plaide pour un renforcement de la place des femmes en politique et pour une gouvernance transparente et inclusive.